# Kunz Lochner
Kunz Lochner (1510 – 1567) è stato un armoraro tedesco.
È stato uno dei più importanti armorari di Norimberga del XVI secolo ed ebbe una reputazione internazionale.
Lavorò per gli imperatori del Sacro Romano Impero tra cui Ferdinando I, i duchi di Sassonia e il re di Polonia Sigismondo II.
Alcune sue opere sono esposte al Metropolitan Museum of Art di New York.